# Pistolet CZ 52
Cz.52 (Ceskoslovenska Zbrojovka Vzor 52) – pistolet samopowtarzalny produkcji czechosłowackiej. 
Działa na zasadzie krótkiego odrzutu lufy. Pomimo zastosowania bardzo dobrego rozwiązania ryglowania w postaci dwóch symetrycznych rolek (według polskiego przedwojennego patentu) wpływających bardzo istotnie na celność, gdyż lufa poruszała się jedynie w poziomie, to nie była to broń udana. Łamanie iglic było bardzo częstym zjawiskiem. Inną wadą było pękanie szkieletu spowodowane używaniem wzmocnionej amunicji „30mauser/7,62TT” jaką strzelał ten pistolet. Szkielet był otwarty z jednej strony, pudełkowy z tzw. wieczkiem, a więc przystosowany do słabej amunicji. Co było do przewidzenia, wzmocniony nabój o nazwie M48 powodował pękanie szkieletu, po stronie po której był on otwarty. Broń nie wytrzymywała zazwyczaj 1000 strzałów, gdyż dochodziło do pękań szkieletu na początku lufy, na górze w okolicy zamka, a potem całości. Notorycznie zbijana była też opora rygla w tempie 1/10 mm na sto strzałów. Mimo tych wad konstrukcyjnych oraz faktu, że broń strzelała jedynie z uprzednio napiętego kurka, pistolet ten musiał zostać zatwierdzony przez radzieckich mocodawców, którzy ingerowali w jego konstrukcję. Należy pamiętać, że na przełom lat 40. i 50. XX wieku to czas rządów Stalina. Zarówno Czechosłowacja jak i inne państwa Bloku Wschodniego były zależne od Moskwy, zwłaszcza że obronność była jednym z kluczowych celów bloku. Jedyne kraje, którym pozostawiono względną swobodę w produkcji broni, były Węgry oraz Jugosławia.

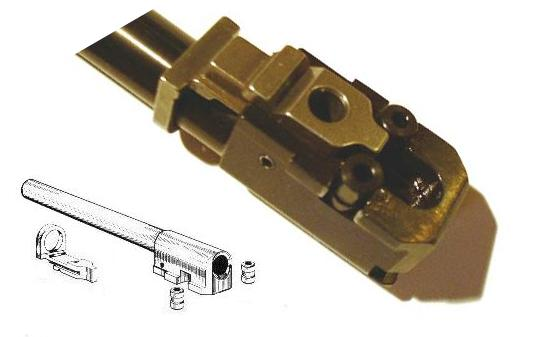

Pistolet posiadał kurek obrotowy zewnętrzny. Magazynek pudełkowy jednorzędowy mieścił 8 nabojów i zwalniany był za pomocą zatrzasku obejmującego jego denko. Sprężyna zatrzasku była wspólna dla zatrzasku magazynka oraz kurka. Bezpiecznik manualny skrzydełkowy umieszczony po lewej stronie na szkielecie nie blokował zamka. Broń posiadała blokadę iglicy, co w broni, nie tylko w tamtym czasie, ale zwłaszcza w państwach socjalistycznych było ewenementem. Z racji licznych wad konstrukcyjnych broń ta służyła głównie do szkolenia rezerw armii czechosłowackiej, a jego produkcja trwała od 1952 do 1957 r.